# Foire aux vins d'Alsace
La foire aux vins d'Alsace est une manifestation qui se tient chaque année durant 10 jours les deux derniers week end de juillet au Parc des Expositions de Colmar mêlant foire commerciale, vitrine des vins d'Alsace et festival musical éclectique.
La Foire a accueilli depuis ses débuts bon nombre d'artistes nationaux et internationaux.
Elle est la troisième foire commerciale de France derrière Paris et Marseille.

## Présentation
Créée en 1948 sous le nom de Foire Régionale des Vins d’Alsace, l'événement devient Foire aux Vins d'Alsace à la fin des années 1950 lorsqu'une programmation musicale se joint à la manifestation.
La foire commerciale accueille 350 exposants répartis sur 43 000m2 dans les domaines de l'artisanat du monde, la gastronomie, la mode, l'automobile ou encore de la décoration, en plus du vin. Diverses conférences et animations ponctuent l'événement.
Le festival de musique propose des concerts chaque soir sur la scène de La Coquille.

## Historique
- 1927 - première édition de la « Foire Régionale des Vins d’Alsace »[4].
- 1948 - première édition de la « Foire aux vins d'Alsace »[5].
- 1957 - Les premiers grands noms de la chanson viennent à Colmar, et peu à peu le festival se greffe à la Foire aux vins.
- 1968 - Pour des raisons d'organisation et de sécurité, la foire quitte le centre-ville pour occuper le Parc des Expositions, situé au nord de la ville[6], passant ainsi de 160 000 à 211 000 visiteurs[4].
- 1979 - Un gigantesque incendie ravage presque l'ensemble du Parc des Expositions en pleine foire. L'incendie a eu lieu la nuit et aucun blessé n'a été à déplorer.
- 2000 - Inauguration du nouveau théâtre de plein-air (surnommé « La coquille ») où ont lieu les concerts lors mais aussi en dehors de la Foire aux vins. D'une capacité de 9 990 personnes, il s'inspire du Hollywood Bowl de Los Angeles.
- 2007 - La Foire aux vins fête sa 60e édition.
- 2009 - Le théâtre de plein air se voit désormais entièrement couvert par deux toiles de part et d'autre du toit existant.
- 2017 - La Foire aux vins fête sa 70e édition.
- 2020-2021 - La Foire aux vins est contrainte d’annuler ses 72e édition et 73e édition à cause de la pandémie de Covid-19 en France[7].

## Fréquentation
|                 | Visiteurs       | Festivaliers  |
| 1967            | 132 000         |               |
| 2006 (10 jours) | 253 079         |               |
| 2007 (10 jours) | 246 892         |               |
| 2008            | 224 000         |               |
| 2009 (10 jours) | 240 000         | 79 343 (+31%) |
| 2010            | 254 000         |               |
| 2011 (11 jours) | 275 000         | 86 016        |
| 2012 (11 jours) | 297 000         | 100 500       |
| 2013 (10 jours) | 262 152 (+13%)  |               |
| 2014 (11 jours) | 285 000         | 82 344        |
| 2015 (10 jours) | 278 628         | 75 552        |
| 2016 (11 jours) | 272 511 (-2,5%) | 80 436        |
| 2017 (10 jours) | 300 239 (+10%)  | 82 948        |
| 2018 (10 jours) | 280 878         | 90 608        |
| 2019 (11 jours) | 316 140         |               |

## Budget
Le budget pour la programmation musicale est de quatre millions d'euros et le festival ne reçoit aucune subvention.

## Programmation musicale
De 1958 à 1973, la programmation est assurée par Johnny Stark puis par Claude Lebourgeois, directeur artistique de la Foire depuis 1989.
À partir de 2010, une soirée est consacrée au Heavy metal sous le nom des Hard Rock Session ainsi qu'une soirée programmant des DJs jusque 4h du matin nommée Nuit Blanche.
Parmi les artistes francophones venus au festival, on peut trouver Mireille Mathieu, Claude François, Joe Dassin, Jacques Brel, Raymond Devos, Claude François, Léo Ferré, Coluche,  Michel Sardou, Thierry Le Luron, Patrick Juvet et pour les artistes internationaux, Enrico Macias, Joséphine Baker, Ray Charles, Pink Floyd, The Who, James Brown, Ike et Tina Turner ou encore Dizzy Gillepsie.
Johnny Hallyday est venu douze fois et Indochine huit fois.

### Édition 2023
- 28 juillet : Claudio Capeo, Zazie et Pierre de Maere
- 29 juillet : Soprano
- 30 juillet : Florent Pagny
- 31 juillet : The Jacksons et Earth Wind & Fire experience by Al McKay
- 1er août : Franz Ferdinand et The Stranglers
- 2 août : Sch et Djadja et Dinaz
- 3 août : Louise Attaque et Izïa
- 4 août : Shaka Ponk et Matmatah
- 5 août : Aldebert et soirée Nuit blanche
- 6 août : Kev Adams, Gérémy Credeville et Hakim Jemili

### Édition 2020
Pour la première fois, l'édition 2020 a été annulée à cause du Covid-19. Elle était programmée du 24 juillet au 2 août. L'édition est donc décalée du 23 juillet au 1er août 2021. Les artistes qui auraient dû être présents sont :
- 24 juillet - Deep Purple
- 25 juillet - Claudio Capéo et Mika (chanteur)
- 28 juillet - Roméo Elvis et Therapie Taxi
- 29 juillet - Angèle (chanteuse) et Tsew The Kid
- 1er août - Jean-Baptiste Guégan

### Édition 2019
La 72e édition a lieu du 26 juillet au 4 août.
- 26 juillet - Bigflo et Oli et Berywam
- 27 juillet - Matthieu Chedid
- 28 juillet - Soprano
- 29 juillet - Eros Ramazzotti
- 30 juillet - The Black Eyed Peas
- 31 juillet - Orelsan et Eddy de Pretto
- 1er août - Sting
- 2 août - Supertramp, Murray Head et Cock Robin
- 3 août - Aldebert
- 3 août - Nuit blanche avec Morgan Nagoya, The Prince Karma, Lost Frequencies et Dimitri Vegas & Like Mike, EDX
- 4 août - Patrick Bruel

### Édition 2018
La 71e édition a lieu du 27 juillet au 5 août.
- 27 juillet : Indochine (guichet fermé)
- 28 juillet : 
  - Jamel Debbouze
  - Louane
- 29 juillet : Nekfeu, IAM
- 30 juillet : 
  - Hommage à Johnny Hallyday par Johnny Vegas (concert dans la Halle aux Vins)
  - Lenny Kravitz
- 31 juillet : Francis Cabrel, Julien Clerc
- 1er août : Scorpions (guichet fermé)
- 2 août : Rag'n'Bone Man, Beth Ditto
- 3 août : Santana
- 4 août : 
  - Kids United & friends
  - Nuit blanche avec Martin Solveig, Kungs, Ofenbach, Sound of Legend
- 5 août : Hard Rock Session IX avec Ghost, Powerwolf, Doro, H.E.A.T

### Édition 2017
La 70e édition a lieu du 27 juillet au 6 août.
Quelques artistes présents :
- 27 juillet : 
  - Les Vieilles Canailles (concert dans la Halle aux Vins)
  - M. Pokora
- 28 juillet : Kansas
- 29 juillet : 
  - Kids United
  - Nuit blanche
- 31 juillet : Sting (guichets fermés)
- 1er août : Les Insus (guichets fermés)
- 2 août : LP
- 3 août : Gims
- 6 août : Hard Rock Session VIII

### Édition 2016
La 69e édition a lieu du 5 au 15 août,,.
- 5 août : Pete Doherty
- 6 août : Les Insus (guichets fermés)
- 7 août[23] : Vianney, Joseph Salvat, Hyphen Hyphen, Jain
- 8 août : Manu Chao
- 9 août : Claudio Capéo, Laurent Voulzy, Alain Souchon
- 10 août : Hard Rock Session VII avec Mass Hysteria, Arch Enemy, Slayer, Limp Bizkit
- 11 août : LEJ, Louane
- 12 août : The Cranberries, Amy Macdonald
- 13 août[24] : Nuit blanche avec Robin Schulz, Feder, Showtek, Kungs, Big Ali, Richard Orlinski, Antoine Davila
- 14 août : Pascal Obispo, Cœur de pirate
- 15 août : The Avener, Fréro Delavega

### Édition 2015
La 68e édition a lieu du 7 au 16 août.
- 7 août - Charles Aznavour
- 8 août : Marina Kaye, Lilly Wood and the Prick, Selah Sue
- 9 août : David Guetta
- 10 août : Hard Rock Session VI avec Ensiferum, Accept, WASP, Sabaton
- 11 août : Florent Pagny
- 12 août : Robert Plant & The Sensational Space Shifters, Asaf Avidan
- 13 août : Dropkick Murphys, Iggy Pop, Fauve
- 14 août : M. Pokora, Laura Chab'
- 14 août : Nuit blanche avec Steve Aoki, AronChupa
- 15 août : Florence Foresti
- 16 août : Black M, Soprano

### Édition 2014
La 67e édition a lieu du 8 au 17 août.
- 8 août - Neil Young and Crazy Horse
- 9 août - Indochine
- 10 août - Hard Rock Session V avec Motörhead, Tarja Turunen, Airbourne, Black Rain
- 11 août - -M-, Yodelice, Airnadette
- 12 août - James Blunt, Alex Hepburn
- 13 août - Texas, Simple Minds
- 14 août - Les Aventuriers d'un autre monde avec Jean-Louis Aubert, Richard Kolinka, Stephan Eicher, Raphaël, Saule, Mademoiselle K
- 15 août - Gad Elmaleh
- 16 août - Plaza Francia, Bernard Lavilliers
- 16 août - Nuit blanche avec Martin Garrix, DJ Rebel, Jay Hardway, DJ Chuckie, The Jillionaire, New World Sound & Thomas Newson
- 17 août -  Shaka Ponk, Les Casseurs Flowters

### Édition 2013
La 66e édition a lieu du 9 au 18 août.
| Dates   | Artistes | Fréquentation |
| ------- | --- | ------------- |
| 9 août  | Stars 80 avec Patrick Hernandez, Émile et Images, Sabrina, Début de soirée, Lio, Jean-Luc Lahaye, François Feldman, Joniece Jamison, Caroline Loeb, Léopold Nord et Vous, Jean Schultheis, Laroche Valmont | 6 243         |
| 10 août | Michel Sardou | 5 305         |
| 11 août | Mika, Asaf Avidan | 7 901         |
| 12 août | Patrick Bruel Nuit blanche avec Afrojack, Bingo Players, Far East Movement | 7 531 6 156   |
| 13 août | Deep Purple, Blue Öyster Cult | Complet       |
| 14 août | Snoop Dogg (Aka Snoop Lion), 1995 | 5 257         |
| 15 août | Hard Rock Session IV avec Anthrax, Helloween, Gamma Ray, Sonata Arctica, Rage | 3 770         |
| 16 août | Sexion d'Assaut, Youssoupha | Complet       |
| 17 août | The Australian Pink Floyd Show | 5 782         |
| 18 août | Skip the Use, Justice (DJ Set) | 5 131         |

### Édition 2012

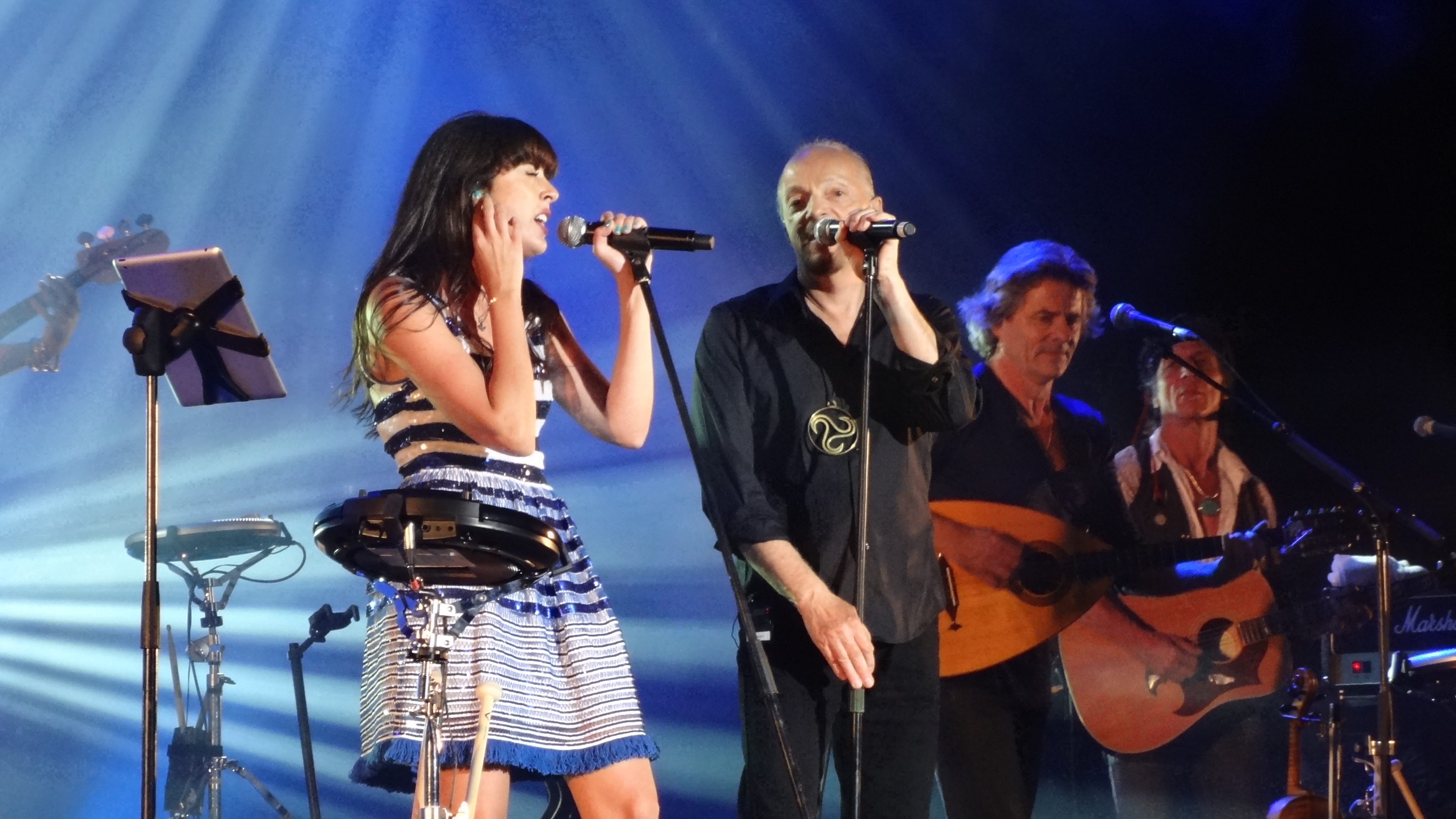
Nolwenn Leroy et Alan Stivell en 2012.

Pour la 65e édition de la Foire aux Vins d’Alsace, de nouvelles dates sont mises en place. L’événement a lieu du samedi 4 au mercredi 8 août 2012, puis du vendredi 10 au mercredi 15 août, avec une journée off fixée le jeudi 9 août. Cette formule se pratique pour la toute première fois et permet un temps de pause aux 3 000 personnes mobilisées pour cette manifestation.
- 3 août - Amandine Bourgeois  et Johnny Hallyday assurent l'ouverture de cette 65e édition. Le 2 mars, le concert affiche complet.
- 4 août - M. Pokora et Shy'm
- 5 août - Hard Rock Session III avec Lonewolf, Nightmare, Epica, Within Temptation et Nightwish
- 6 août - Toto, Thin Lizzy, Wishbone Ash
- 7 août - Soirée celtique avec Sharon Corr, Alan Stivell et Nolwenn Leroy
- 8 août - Shaka Ponk et Iggy Pop & The Stooges, suivi de la nuit blanche, Avicii, Joachim Garraud, Antoine Clamaran et Felix da Housecat
- 10 août - Jérôme Daran et Nicolas Canteloup
- 11 août - LMFAO : le concert affiche complet seulement 4 jours après la mise en vente des billets. À partir de 23 h 55, David Guetta animera la nuit, événement  complet au 13 avril.
- 12 août - Bénabar, The Pogues
- 13 août - Orelsan, Sean Paul
- 14 août - Kassav, Michel Teló
- 15 août - Moriarty, Gossip

### Édition 2011
Claudio Capéo, Yannick Noah
Hard Rock Session : Judas Priest, Sepultura, Apocalyptica, Stratovarius, Karelia

### Édition 2010
The Cranberries
Nuit blanche : David Guetta, Martin Solveig, Bob Sinclar

### Édition 2009
Amy Macdonald

### Édition 2005
Calogero, Vincent Eckert.

### Édition 1999
6-15 août
Noa, Zazie, Manau, Matmatah, Pierpoljak, Faudel...

### Édition 1991
Johnny Hallyday

### Édition 1984
Indochine

### Édition 1974
Serge Lama

### Édition 1968[8]
Johnny Hallyday, Gilbert Bécaud, The Moody Blues, Nicoletta, Virginia Vee, Roger Pierre et Jean-Marc Thibault, Herbert Léonard, Pascal Danel, Peter Holm, Alain Barrière, Danielle Darrieux, Dagenham Girl Pipers (en), Jean-Pierre Ferland, Michel Delpech, Georgette Plana, Marie Laforêt, Les Guaranis, Les Sunlights, Barbara, Raymond Devos, Régine, Isabelle Aubret, Manitas de Plata, Claude Besset, Sylvie Vartan, Jean Donda, Johnny Stark

### Édition 1961
Johnny Hallyday

### Édition 1958
Luis Mariano, Dalida, Jean Yanne